# 澤田武志

## 受賞歴等
- 福岡空港フォトコンテスト 2015 優秀賞
- 福岡空港フォトコンテスト 2016 優秀賞
- 福岡空港フォトコンテスト 2017 日本航空賞
- 福岡空港フォトコンテスト 2018 入賞
- 福岡空港フォトコンテスト 2019 ジェットスター賞
- 福岡空港フォトコンテスト 2020 グランプリ
- 阿蘇くまもと空港フォトコンテスト入賞[1]
- 佐賀空港フォトコンテスト 2016 入賞
- 佐賀空港フォトコンテスト 2017 入賞
- Peach フォトコンテスト 2019 特別賞
- Peach フォトコンテスト 2020 特別賞
- ヒコーキ写真テクニック（イカロス出版）2018 フォトコンテスト入賞
- ヒコーキ写真テクニック（イカロス出版）2019 フォトコンテスト入賞
- セントレア空港フォトコンテスト2015入賞[2]
- スターフライヤーフォトコンテスト特別賞
- スターフライヤー×セントレアフォトコンテスト入賞
- ソラシドエアフォトコンテスト入賞
- アイベックスエアラインフォトコンテスト入賞[3]
- 日本エアコミューターフォトコンテスト入賞
- Canon フォトサークルフォトコンテスト飛行機部門 準優勝

## 掲載作品等
- 月刊タウン情報クマモト（ウルトラハウス出版）にて記事連載
- 日本航空写真家協会写真展出展
- 日本航空写真家協会 香港撮影研究会写真展出展
- 「BIG SKY HongKong 香港の飛行機写真術（日本航空写真家協会出版）」に執筆
- 航空科学博物館写真展出展
- 「ＡＮＡの２００のひみつ（ぴあムック出版）」に写真提供
- Canon 新製品発表会にて出展
- ジェットスター公式サイト及びＳＮＳに写真提供、就航式等撮影依頼受託
- peach 公式サイト及びＳＮＳに写真提供
- 泉佐野市ふるさと納税返礼品カレンダーに写真提供
- 日本航空ＳＮＳに写真提供
- カンタス航空ＳＮＳに写真提供
- ジェットスターアジア航空ポスター用に写真提供 ソラシドエアカレンダーへの写真提供
- 熊本空港カレンダーへの写真提供
- セントレア空港カレンダーへの写真提供
- 空の日イベントで写真展の企画運営